# Maximilian Arnold
Maximilian Arnold (ur. 27 maja 1994 w Riesie) – niemiecki piłkarz występujący na pozycji pomocnika w niemieckim klubie VfL Wolfsburg oraz w reprezentacji Niemiec.